# Elezioni generali nel Regno Unito del 1922
Le elezioni generali nel Regno Unito del 1922 si tennero mercoledì 15 novembre; furono le prime elezioni svoltesi dopo che gran parte dell'Irlanda ebbe lasciato il Regno Unito per costituire lo Stato Libero d'Irlanda, e furono vinte dal Partito Conservatore di Andrew Bonar Law, che ottenne la maggioranza assoluta sul Partito Laburista di John Robert Clynes e sul Partito Liberale ormai diviso.

## Situazione
Il Partito Liberale era diviso tra i Liberali Nazionali di David Lloyd George, che era stato liquidato dalla posizione di Primo Ministro il mese precedente, e i "Liberali" che seguivano l'ex Primo Ministro Herbert Henry Asquith; i conservatori erano stati in coalizione con i Liberali Nazionali di Lloyd George fino al mese precedente, fino al punto in cui Bonaw Law aveva costituito un governo di maggioranza conservatrice.
Anche se era ancora leader del Partito Liberale ed era un abile oratore, Asquith non era più una figura influente nel dibattito politico nazionale, e non giocò alcun ruolo nella caduta della coalizione di Lloyd George. Gran parte dell'attenzione fu focalizzata sui nuovi e più recenti Primi Ministri; la figlia di Asquith, Violet Bonham-Carter, una figura prominente nella campagna elettorale liberale, paragonò le elezioni a una gara tra un uomo con encefalite letargica (Bonar Law) e uno affetto da ballo di San Vito (Lloyd George).
alcuni Liberali Nazionali di Lloyd George non si candidarono contro i conservatori (come Winston Churchill, che fu sconfitto a Dundee), mentre molti conservatori di punta, come l'ex leader Austen Chamberlain e Arthur Balfour e l'ex Lord cancelliere Lord Birkenhead) non erano membri del governo di Bonar Law e sperarono di mantenere potere di contrattazione dopo l'elezione. Questo non accadde, in quanto Bonaw Law ottenne una maggioranza assoluta
Alcuni candidati liberali richiamarono la necessità di riunire il Partito Liberale, mentre altri sembravano appoggiare sia Asquith che Lloyd George. Nei dati registrati all'epoca, non è perfettamente chiara la divisione, e alcuni deputati furono considerati in entrambe le fazioni. Quella del 1922 fu la prima elezione in cui i laburisti sorpassarono le forze combinate dei partiti liberali, sia per numero di voti che di seggi.
Una stima afferma che in 29 collegi i liberali si candidarono uno contro l'altro, e si calcola che questo costò loro 14 seggi, 10 dei quali andarono ai laburisti, pertanto con questi i liberali si sarebbero avvicinati ai laburisti in termini di seggi. Tuttavia, nella realtà le due fazioni non erano in buoni rapporti, e Lloyd George ancora sperava di ricostituire una coalizione coi conservatori.

## Risultati
| Liste | Liste                              | Voti      | %     | Variazione % | Seggi | Variazione seggi |
| ----- | ---------------------------------- | --------- | ----- | ------------ | ----- | ---------------- |
|       | Partito Conservatore               | 5.294.465 | 38,5% | 0,7%         | 344   | 35               |
|       | Partito Laburista                  | 4.076.665 | 29,7% | 8,9%         | 142   | 85               |
|       | Partito Liberale                   | 2.601.486 | 18,9% | 5,9%         | 62    | 26               |
|       | Partito Liberale Nazionale         | 1.355.366 | 9,9%  | 2,7%         | 53    | 74               |
|       | Conservatori indipendenti          | 116.861   | 0,9%  | 0,5%         | 3     | 2                |
|       | Indipendenti                       | 114.697   | 0,8%  | 0,2%         | 3     | 1                |
|       | Nazionalisti                       | 57.641    | 0,4%  | 1,8%         | 3     | 4                |
|       | Partito Comunista di Gran Bretagna | 30.684    | 0,2%  | —            | 2     | 2                |
|       | Agricoltori                        | 21.510    | 0,2%  | —            | 0     | 0                |
|       | Indipendenti Laburisti             | 18.419    | 0,1%  | 1,0%         | 1     | 1                |
|       | Costituzionalisti                  | 16.662    | 0,1%  | —            | 1     | 1                |
|       | Proibizionisti Scozzesi            | 16.289    | 0,1%  | 0,1%         | 1     | 1                |
|       | Indipendenti Liberali              | 13.197    | 0,1%  | 0,1%         | 1     | 0                |
|       | Indipendenti Unionisti             | 9.681     | 0,1%  | —            | 0     | 0                |
|       | Indipendenti Comunisti             | 4.027     | 0,0%  | —            | 0     | 0                |
|       | Comunisti Anti-Parlamentari        | 470       | 0,0%  | —            | 0     | 0                |

|                    |                    |  |        |        |
| ------------------ | ------------------ |  | ------ | ------ |
| Conservatori       | Conservatori       |  | 38,51% | 38,51% |
| Laburisti          | Laburisti          |  | 29,65% | 29,65% |
| Liberali           | Liberali           |  | 18,92% | 18,92% |
| Liberali Nazionali | Liberali Nazionali |  | 9,86%  | 9,86%  |
| Indipendenti       | Indipendenti       |  | 2,01%  | 2,01%  |
| Nazionalisti       | Nazionalisti       |  | 0,42%  | 0,42%  |
| Comunisti          | Comunisti          |  | 0,22%  | 0,22%  |
| Altri              | Altri              |  | 0,41%  | 0,41%  |

|                    |                    |  |        |        |
| ------------------ | ------------------ |  | ------ | ------ |
| Conservatori       | Conservatori       |  | 55,93% | 55,93% |
| Laburisti          | Laburisti          |  | 23,09% | 23,09% |
| Liberali           | Liberali           |  | 10,08% | 10,08% |
| Liberali Nazionali | Liberali Nazionali |  | 8,62%  | 8,62%  |
| Indipendenti       | Indipendenti       |  | 1,3%   | 1,3%   |
| Nazionalisti       | Nazionalisti       |  | 0,49%  | 0,49%  |
| Comunisti          | Comunisti          |  | 0,16%  | 0,16%  |
| Altri              | Altri              |  | 0,33%  | 0,33%  |